# Wereldkampioenschap voetbal 1966 (kwalificatie CAF, AFC & Oceanië)
21 landen hadden zich ingeschreven om mee te doen aan de kwalificatie van het Wereldkampioenschap voetbal 1966. De FIFA weigerde echter de deelname van Congo en de Filipijnen. Syrië werd in groep 9 van de kwalificatie van de UEFA-landen gezet, waarna het zich terugtrok uit de competitie. Op 2 augustus 1965 trok Zuid-Korea zich terug. De reden hiervoor was dat de wedstrijden die nog wel op het programma stonden in Japan zouden worden afgewerkt, maar deze wedstrijden werden verplaatst naar Cambodja. De twee nog overgebleven landen Australië en Noord-Korea speelden twee wedstrijden in Phonm Penh tegen elkaar, na 1 wedstrijd was de tweestrijd in feite beslist: 6-1 voor Noord Korea.

## Terugtrekken Afrikaanse landen
Vanwege het besluit van de FIFA om Zuid-Afrika deel te laten nemen aan de Oceanië/Azië-groep, terwijl het land vanwege de apartheid werd geboycot en omdat de FIFA besloot om maar 1 Afrikaans land te laten deel nemen aan het hoofdtoernooi besloten alle landen uit Afrika zich terug te trekken uit het toernooi. Op 17 augustus Marokko en Ethiopië, op 21 september Ghana, Guinee, Senegal en Tunesië. Zuid-Afrika werd op 8 oktober geschorst en daarna trokken alle andere Afrikaanse landen zich terug.

## Oorspronkelijke opzet
Doordat alle Afrikaanse landen zich terugtrokken werd de opzet veranderd. Alleen de eerste ronde van Azië en Oceanië bleef toen over, en de winnaar daarvan kwalificeert zich rechtstreeks voor het hoofdtoernooi. Omdat ook hiervan 2 landen niet meededen bleven er uiteindelijk maar 2 landen over.
- Eerste ronde (Afrika): De 15 Afrikaanse landen worden verdeeld in 6 groepen. De winnaars van de groepen plaatsen zich voor de tweede ronde.
- Tweede ronde (Afrika): De 6 groepswinnaars uit de eerste ronde worden verdeeld in 3 groepen. De winnaars van deze groepen plaatsen zich voor de finaleronde.
- Eerste ronde (Azië en Oceanië): De 4 deelnemende landen zouden in 1 groepen worden geplaatst en allemaal twee keer tegen elkaar spelen. De winnaar zou zich plaatsen voor de finaleronde.
- Finaleronde (Afrika, Azië en Oceanië): De 3 Afrikaanse landen en de winnaar van Oceanië/Azië zouden bij elkaar in een groep worden geplaatst, waarvan de winnaar zich kwalificeert voor het hoofdtoernooi.

## Gekwalificeerd land
| FIFA-lid    | Kwalificatie | Aantal dln. (incl. 1966) | Dln. op rij | Eerste dln. | Laatste dln. | Titels (excl. 1966) | Beste prestatie |
| ----------- | ------------ | ------------------------ | ----------- | ----------- | ------------ | ------------------- | --------------- |
| Noord-Korea | Eerste ronde | 1e                       | 1           | n.v.t.      | n.v.t.       | n.v.t.              | n.v.t.          |

## Groepen en wedstrijden
Legenda

### Afrika eerste ronde
|  | Land   |                |
|  | ------ | -------------- |
|  | Ghana  | teruggetrokken |
|  | Guinee | teruggetrokken |

|  | Land     |                |
|  | -------- | -------------- |
|  | Kameroen | teruggetrokken |
|  | Soedan   | teruggetrokken |

|  | Land     |                |
|  | -------- | -------------- |
|  | Algerije | teruggetrokken |
|  | Liberia  | teruggetrokken |
|  | Tunesië  | teruggetrokken |

|  | Land    |                |
|  | ------- | -------------- |
|  | Mali    | teruggetrokken |
|  | Marokko | teruggetrokken |
|  | Senegal | teruggetrokken |

|  | Land     |                |
|  | -------- | -------------- |
|  | Ethiopië | teruggetrokken |
|  | Gabon    | teruggetrokken |

|  | Land                          |                |
|  | ----------------------------- | -------------- |
|  | Libië                         | teruggetrokken |
|  | Nigeria                       | teruggetrokken |
|  | Verenigde Arabische Republiek | teruggetrokken |

### Azië/Oceanië eerste ronde
| Pos | Land        | Wed               | Win               | Gel               | Ver               | DV                | DT                | +/−               | Pnt               |
| --- | ----------- | ----------------- | ----------------- | ----------------- | ----------------- | ----------------- | ----------------- | ----------------- | ----------------- |
| 1   | Noord-Korea | 2                 | 2                 | 0                 | 0                 | 9                 | 2                 | +7                | 4                 |
| 2   | Australië   | 2                 | 0                 | 0                 | 2                 | 2                 | 9                 | −7                | 0                 |
| —   | Zuid-Afrika | Gediskwalificeerd | Gediskwalificeerd | Gediskwalificeerd | Gediskwalificeerd | Gediskwalificeerd | Gediskwalificeerd | Gediskwalificeerd | Gediskwalificeerd |
| —   | Zuid-Korea  | Teruggetrokken    | Teruggetrokken    | Teruggetrokken    | Teruggetrokken    | Teruggetrokken    | Teruggetrokken    | Teruggetrokken    | Teruggetrokken    |

|                  |                                                                              |       |                       |                                                                                       |
| 21 november 1965 | Noord-Korea                                                                  | 6 – 1 | Australië             | Olympisch Stadion, Phnom Penh Toeschouwers: 60.000 Scheidsrechter: Patrick Nice (MAS) |
| 21 november 1965 | Pak Doo-Ik 15' Pak Seung-Zin 54', 80' Im Seung-Hwi 58' Han Bong-Zin 65', 88' |       | 70' (pen.) Scheinflug | Olympisch Stadion, Phnom Penh Toeschouwers: 60.000 Scheidsrechter: Patrick Nice (MAS) |

|                  |                |       |                                         |                                                                                      |
| 24 november 1965 | Australië      | 1 – 3 | Noord-Korea                             | Olympisch Stadion, Phnom Penh Toeschouwers: 40.000 Scheidsrechter: AG de Silva (SIN) |
| 24 november 1965 | Scheinflug 15' |       | 18', 75' Kim Seung-Il 53' Pak Seung-Zin | Olympisch Stadion, Phnom Penh Toeschouwers: 40.000 Scheidsrechter: AG de Silva (SIN) |